# Ърлингфорд
Ърлингфорд (на английски: Urlingford; на ирландски: Áth na nUrlainn) е малък град в централната югоизточната част на Ирландия. Разположен е в графство Килкени на провинция Ленстър на 125 km югозападно от столицата Дъблин и на 129 km североизточно от Корк. Административният център на графството град Килкени се намира на 29 km югоизточно от Ърлингфорд. На 16 km на запад от Ърлингфорд е град Търлес. Основен отрасъл в икономиката на града е селското стопанство. Двата популярни спортове са футбол и ръгби. Населението му е 867 жители от преброяването през 2006 г. 